# Světák Homer
Světák Homer (v anglickém originále Homer's Night Out) je 10. díl 1. řady (celkem 10.) amerického animovaného seriálu Simpsonovi. Scénář napsal Jon Vitti a díl režíroval Rich Moore. V USA měl premiéru dne 25. března 1990 na stanici Fox Broadcasting Company a v Česku byl poprvé vysílán 12. března 1993 na stanici ČT1.

## Děj
Bart si ze zásilkového katalogu objedná miniaturní špionážní kameru a pořizuje s ní v domě autentické fotografie. Později Homer řekne Marge, že jde na rozlučku se svobodou svého kolegy Eugena Fiska. Zatímco je Homer pryč, Marge se rozhodne vzít děti do restaurace s mořskými plody, kde – aniž by to věděla – ve vedlejší místnosti probíhá rozlučka se svobodou. 
Na večírek dorazí břišní tanečnice princezna Kašmíra a vyzve Homera, aby si s ní zatančil na pódiu. Bart se cestou na toaletu zatoulá na rozlučku se svobodou a vyfotí Homera a tančící princeznu Kašmíru. Poté přinese fotku do školy a dá kopii Milhouseovi, který okamžitě dostane žádosti o kopie od ostatních studentů. Brzy má kopii každý ve Springfieldu. Marge uvidí fotku na hodině aerobiku a je rozzuřená. Když Homer později toho dne přijde domů, Marge se dožaduje vysvětlení. Bart nechtěně prozradí, že je fotografie jeho, čímž rozzlobí oba své rodiče. Homer stráví noc v Barneyho bytě poté, co ho Marge vyhodí z domu. 
Druhý den se Homer vrací domů, aby se omluvil Marge, která se obává, že Bart si kvůli fotografii bude myslet, že je přijatelné chovat se k ženám jako k sexuálním objektům. Trvá na tom, aby Homer vzal Barta na setkání s princeznou Kašmírou, aby viděl, že je víc než jen striptérka. Homer a Bart prohledávají springfieldské striptýzové kluby a hledají princeznu Kašmíru, nakonec ji najdou v Sapphire Lounge. 
Homer představí sebe a Barta princezně Kašmíře, která je zaujatá svým nadcházejícím vystoupením, ale chápe, co se Homer snaží svého syna naučit. Homer se nechtěně ocitne na pódiu, když začne striptýzová show. Chystá se z pódia odejít, ale v tom ho diváci poznají a on se nechá strhnout fanfárami publika a začne tančit se striptérkami, dokud si nevzpomene na lekci, kterou se snaží dát Bartovi. Homer zastaví představení a pronese prosbu k divákům, aby se k ženám chovali s úctou. Marge, jež je v publiku, Homerovu omluvu přijme a usmíří se.

## Produkce
Epizodu napsal Jon Vitti a režíroval ji Rich Moore. Barneyho byt, ve kterém Homer stráví noc, když ho Marge vyhodí, je částečně založen na bytě, který Jim Reardon, Moore a několik dalších animátorů Simpsonových sdíleli na vysoké škole. Jeden ze striptýzových klubů, který Homer a Bart navštíví, když se snaží najít princeznu Kašmíru, je založen na striptýzovém klubu Seventh Veil v Los Angeles v Kalifornii. Štáb jezdil po Hollywoodu a fotil striptýzové kluby, aby se mohl inspirovat při navrhování interiérů budov striptýzových klubů ve Springfieldu. Návrhář postav navrhl více než padesát různých mezinárodních kostýmů pro dívky v pasáži burleskní show. V tomto dílu se v Simpsonových poprvé objevil Carl Carlson.

## Přijetí
V původním americkém vysílání se díl umístil v týdenní sledovanosti v týdnu od 19. do 25. března 1990 na čtrnáctém místě s ratingem 16,9 podle agentury Nielsen. Byl to druhý nejlépe hodnocený pořad na stanici Fox v tomto týdnu.
Díl získal od kritiků vesměs pozitivní hodnocení. David B. Grelck v recenzi DVD 1. řady ohodnotil tuto epizodu známkou 4 z 5 a označil ji za jeden ze svých dvou nejoblíbenějších dílů řady. Dodal, že „nám umožňuje vidět, že Homer má Marge opravdu hodně rád, aniž by musel do očí bijící sentimentalitu razítkovat. Epizoda je zvláštní, praštěná a zábavná.“ Colin Jacobson v DVD Movie Guide uvedl, že „koncept Margina hněvu na Homera se omrzel, ale tato epizoda dokázala nabídnout přiměřeně zábavnou záležitost. Bylo zábavné vidět Homera, jak se chová jako bůh večírku, a to nabídlo několik pěkných momentů. Celková úroveň kvality zůstala po celou dobu seriálu dobrá, ale nevystoupala do žádných velkých výšin.“
David Packard ze serveru DVD Verdict v recenzi DVD Simpsonových Gone Wild uvedl, že „tento díl vykazuje některé nešikovné animace a práci s hlasem, které převládají v epizodách z první řady. Tento aspekt mi nevadí; ve skutečnosti se mi první série docela líbí, protože ukazuje počáteční snahy seriálu, který se dostává na nohy při přechodu od svého vzniku v The Tracey Ullman Show. Problém, který s touto epizodou mám, je, že není nijak zvlášť vtipná. Několikrát jsem se zasmál, ale epizoda nemá valivé gagy a šibalský humor jako následující dva díly.“